# Tournoi pré-olympique de la CONMEBOL 1996
Navigation
Barcelone 1992 Sydney 2000
Le tournoi pré-olympique de la CONMEBOL 1996 a eu pour but de désigner les 2 nations qualifiées au sein de la zone Amérique du Sud pour participer au tournoi final de football, disputé lors des Jeux olympiques d'Atlanta en 1996.
Le tournoi pré-olympique sud-américain s'est déroulé du 18 février au 6 mars 1996 dans deux villes d'Argentine : Tandil et Mar del Plata. Les dix nations participantes ont été réparties dans deux poules de cinq équipes. Les deux pays les mieux classés de chacun des deux groupes se sont retrouvés pour le tournoi final au sein d'un groupe unique dont les deux premiers étaient placés pour le tournoi olympique au terme d'une compétition à match unique entre chacun des adversaires. À l'issue de ces éliminatoires, le Brésil et la Argentine se sont qualifiés.

## Pays qualifiés
| Dates                        | Lieu      | Places | Qualifiés        |
| ---------------------------- | --------- | ------ | ---------------- |
| du 18 février au 6 mars 1996 | Argentine | 2      | Brésil Argentine |

## Format des qualifications
Dans les phases de qualification en groupe disputées selon le système de championnat, en cas d’égalité de points de plusieurs équipes à l'issue de la dernière journée, les critères suivants sont appliqués dans l'ordre indiqué pour établir leur classement :

- Meilleure différence de buts,
- Plus grand nombre de buts marqués.

## Villes et stades
Le tournoi pré-olympique sud-américain s'est déroulé du 18 février au 6 mars 1996 dans deux villes d'Argentine : Tandil et Mar del Plata.
| \| Tandil Mar del Plata \| |
| Tandil Mar del Plata       |

| Tandil Mar del Plata |

## Résultats des qualifications
À l'issue de ces éliminatoires, le Brésil et la Argentine se sont qualifiés.

### Premier tour

#### Groupe 1
Les rencontres ont été disputées à Tandil en Argentine du 18 au 27 février 1996.
| Rang | Équipe       | Pts | J | G | N | P | Bp | Bc | Diff |  | Résultats (▼ dom., ► ext.) |  |     |     |     |     |
| ---- | ------------ | --- | - | - | - | - | -- | -- | ---- |  | -------------------------- |  | --- | --- | --- | --- |
| 1    | Brésil       | 10  | 4 | 3 | 1 | 0 | 11 | 3  | +8   |  | Brésil                     |  | 0-0 | 4-1 | 3-1 | 4-1 |
| 2    | Uruguay      | 10  | 4 | 3 | 1 | 0 | 9  | 4  | +5   |  | Uruguay                    |  |     | 2-0 | 3-2 | 4-2 |
| 3    | Bolivie (en) | 3   | 4 | 1 | 0 | 3 | 6  | 9  | -3   |  | Bolivie (en)               |  |     |     | 4-1 | 1-2 |
| 4    | Paraguay     | 3   | 4 | 1 | 0 | 3 | 8  | 12 | -4   |  | Paraguay                   |  |     |     |     | 4-2 |
| 5    | Pérou        | 3   | 4 | 1 | 0 | 3 | 7  | 13 | -6   |  | Pérou                      |  |     |     |     |     |

#### Détail des rencontres
| 1ère journée    | Brésil | 4 - 1   | Pérou | Estadio Municipal General San Martín (es) Tandil, Argentine |                        |
| 18 février 1996 | Juninho Paulista 42e · Sávio 77e (pen.) 87e · Jamelli 90e | (1 - 1) | Ferrari 23e | Arbitrage : Óscar Ruiz                                      | Arbitrage : Óscar Ruiz |
| 18 février 1996 | Rapport |         | | Arbitrage : Óscar Ruiz                                      | Arbitrage : Óscar Ruiz |
| 18 février 1996 | Dida - Zé Maria, Carlinhos (pt), Narciso, Roberto Carlos ( 72e André Luiz) - Amaral, Flávio Conceição, Souza ( 64e Beto), Juninho Paulista ( 72e Jamelli) - Caio, Sávio | Équipes | Villanueva ( 46e Díaz ) - Solano, Marengo, Espinoza (en), Portilla (en) - Torres, Ferrari, Hidalgo, Magallanes ( 77e Muñoz) - Ramírez ( 72e Maldonado), Guadalupe | Arbitrage : Óscar Ruiz                                      | Arbitrage : Óscar Ruiz |

| 19 février 1996 | Uruguay                      | 2 - 0 | Bolivie (en) | Estadio Municipal General San Martín (es) Tandil, Argentine |                            |
| | Magallanes 52e · Abeijón 66e | (0 - 0) |              | Arbitrage : Eduardo Gamboa                                  | Arbitrage : Eduardo Gamboa |
| | Rapport                      | |              | Arbitrage : Eduardo Gamboa                                  | Arbitrage : Eduardo Gamboa |
| Flores (en) - Olveira (en), López, Rotundo (es), Silva ( 40e Fleurquín) - Abeijón, de los Santos, Adinolfi, Tejera (en) ( 75e Correa) - Magallanes, Álvez ( 58e Sosa (es)) | Équipes                      | Adorno - Méndez (en), Pizarro (en) ( 84e Carballo (en)), Peredo, Ibáñez - Arteaga (it) 55e, Vaca, Paz (en) ( 72e Medeiros (it)), Uriona - Moreno ( 70e Gutiérrez), Coimbra |              | Arbitrage : Eduardo Gamboa                                  | Arbitrage : Eduardo Gamboa |

| 2ème journée    | Uruguay | 4 - 2   | Pérou | Estadio Municipal General San Martín (es) Tandil, Argentine |                                |
| 21 février 1996 | Correa 25e · Lemos (en) 80e · dos Santos 83e · Adinolfi 89e | (1 - 0) | Guadalupe 55e · Espinoza (en) 77e | Arbitrage : Ángel Guevara (it)                              | Arbitrage : Ángel Guevara (it) |
| 21 février 1996 | Rapport |         | | Arbitrage : Ángel Guevara (it)                              | Arbitrage : Ángel Guevara (it) |
| 21 février 1996 | Flores (en) - Olveira (en), López, Rotundo (es) ( 58e Díaz), Fleurquín ( 69e Lemos (en)) - Abeijón, de los Santos, Adinolfi, Tejera (en) ( 71e dos Santos) - Magallanes, Correa 60e | Équipes | Díaz - Solano, Marengo, Espinoza (en), Hidalgo - Torres ( 46e Olivares (es)), Ferrari, Pereda ( 68e Maldonado), Magallanes 78e - Ramírez ( 63e Sáenz), Guadalupe | Arbitrage : Ángel Guevara (it)                              | Arbitrage : Ángel Guevara (it) |

| 21 février 1996 | Brésil                             | 3 - 1 | Paraguay     | Estadio Municipal General San Martín (es) Tandil, Argentine |                              |
| | Roberto Carlos 19e · Souza 44e 72e | (2 - 0) | Ferreira 79e | Arbitrage : Javier Castrilli                                | Arbitrage : Javier Castrilli |
| | Rapport                            | |              | Arbitrage : Javier Castrilli                                | Arbitrage : Javier Castrilli |
| Dida - Zé Maria, Carlinhos (pt), Narciso, Roberto Carlos ( 90e André Luiz) – Amaral, Flávio Conceição, Souza, Juninho Paulista - Caio ( 80e Jamelli), Sávio | Équipes                            | Aceval - Espínola (en), Sarabia, Rolón (en), Caniza - Enciso, Esteche, Ramírez, Blanco ( 65e Estigarribia (en)), Ferreira - Avalos (en) ( 60e Villalba (en)) |              | Arbitrage : Javier Castrilli                                | Arbitrage : Javier Castrilli |

| 3ème journée    | Paraguay | 4 - 2   | Pérou | Estadio Municipal General San Martín (es) Tandil, Argentine |                            |
| 23 février 1996 | Villalba (en) 2e 16e · Ferreira 24e · Esteche 40e | (4 - 2) | Sáenz 3e · Ramírez 32e | Arbitrage : Roberto Ruscio                                  | Arbitrage : Roberto Ruscio |
| 23 février 1996 | Rapport |         | | Arbitrage : Roberto Ruscio                                  | Arbitrage : Roberto Ruscio |
| 23 février 1996 | Aceval - Espínola (en), Sarabia, Rolón (en), Ramírez – Enciso, Esteche, Blanco ( 85e Caniza), Ferreira - Villalba (en) ( 77e Burgos), Soto ( 65e Ortíz) | Équipes | Díaz - Solano, Marengo, Espinoza (en) 87e, Hidalgo - Muñoz, Ferrari, Vásquez ( 46e Ramírez), Pereda - Sáenz ( 72e Maldonado), Guadalupe | Arbitrage : Roberto Ruscio                                  | Arbitrage : Roberto Ruscio |

| 23 février 1996 | Brésil              | 4 - 1 | Bolivie (en) | Estadio Municipal General San Martín (es) Tandil, Argentine |                             |
| | Caio 8e 35e 59e 85e | (2 - 1) | Coimbra 25e  | Arbitrage : Paolo Borgosano                                 | Arbitrage : Paolo Borgosano |
| | Rapport             | |              | Arbitrage : Paolo Borgosano                                 | Arbitrage : Paolo Borgosano |
| Dida - Zé Maria, Carlinhos (pt), Alexandre Lopes, Roberto Carlos – Amaral ( 50e Beto), Souza, Marcelinho (en), Juninho Paulista - Caio, Sávio | Équipes             | Adorno - Méndez (en), Carballo (en), Peña, Ibáñez - Peredo, Vaca, Paz (en) ( 67e Gutiérrez), Uriona - Moreno ( 74e Gottardi (en)), Coimbra |              | Arbitrage : Paolo Borgosano                                 | Arbitrage : Paolo Borgosano |

| 4ème journée    | Pérou | 2 - 1   | Bolivie (en) | Estadio Municipal General San Martín (es) Tandil, Argentine |                              |
| 25 février 1996 | Lazo 31e · Solano 39e | (2 - 1) | Coimbra 44e | Arbitrage : Javier Castrilli                                | Arbitrage : Javier Castrilli |
| 25 février 1996 | Rapport |         | | Arbitrage : Javier Castrilli                                | Arbitrage : Javier Castrilli |
| 25 février 1996 | Villanueva - Solano, Marengo, Olivares (es), Hidalgo - Jayo, Ferrari ( 75e Torres, Pereda ( 74e Maldonado), Magallanes - Ramírez ( 75e Guadalupe), Lazo | Équipes | Adorno - Méndez (en) ( 52e Murillo), Carballo (en), Peña, Ibáñez - Peredo ( 46e Arteaga (it)), Vaca, Paz (en) ( 75e Mercado), Uriona - Moreno, Coimbra | Arbitrage : Javier Castrilli                                | Arbitrage : Javier Castrilli |

| 25 février 1996 | Uruguay                                      | 3 - 2 | Paraguay                            | Estadio Municipal General San Martín (es) Tandil, Argentine |                            |
| | Sosa (es) 50e · dos Santos 52e · Abeijón 79e | (0 - 1) | Espínola (en) 27e · Avalos (en) 71e | Arbitrage : Eduardo Gamboa                                  | Arbitrage : Eduardo Gamboa |
| | Rapport                                      | |                                     | Arbitrage : Eduardo Gamboa                                  | Arbitrage : Eduardo Gamboa |
| Flores (en) - Olveira (en), López, Rotundo (es), Abeijón - de los Santos, Adinolfi 46e, dos Santos, Lemos (en) ( 59e Tejera (en)) - Sosa (es) ( 77e Fleurquín), Álvez ( 55e Magallanes) | Équipes                                      | Aceval - Espínola (en), Sarabia, Rolón (en) ( 54e Caniza), Ramírez – Enciso, Esteche, Estigarribia (en), Ferreira - Villalba (en) ( 61e Avalos (en)), Soto |                                     | Arbitrage : Eduardo Gamboa                                  | Arbitrage : Eduardo Gamboa |

| 5ème journée    | Bolivie (en) | 4 - 1   | Paraguay | Estadio Municipal General San Martín (es) Tandil, Argentine |                            |
| 27 février 1996 | Coimbra 14e 29e 34e · Gutiérrez 38e | (4 - 1) | C. Espínola (en) 45e | Arbitrage : Roberto Ruscio                                  | Arbitrage : Roberto Ruscio |
| 27 février 1996 | Rapport |         | | Arbitrage : Roberto Ruscio                                  | Arbitrage : Roberto Ruscio |
| 27 février 1996 | Adorno 44e - Murillo, Carballo (en), Peña, Ibáñez - Arteaga (it), Vaca, Uriona, Gutiérrez ( 44e Berdugo ) – Moreno ( 79e Paz (en)), Coimbra ( 89e Gottardi (en)) | Équipes | Aceval ( 46e García ) - C. Espínola (en), Sarabia, A. Espínola, Ramírez ( 71e Villalba (en)) - Enciso 38e, Esteche 17e, Estigarribia (en), Ferreira - Avalos (en) ( 35e Blanco), Soto | Arbitrage : Roberto Ruscio                                  | Arbitrage : Roberto Ruscio |

| 27 février 1996 | Brésil  | 0 - 0 | Uruguay | Estadio Municipal General San Martín (es) Tandil, Argentine |                        |
| |         | (0 - 0) |         | Arbitrage : Óscar Ruiz                                      | Arbitrage : Óscar Ruiz |
| | Rapport | |         | Arbitrage : Óscar Ruiz                                      | Arbitrage : Óscar Ruiz |
| Dida - Zé Maria, Carlinhos (pt), Narciso, Roberto Carlos - Amaral, Flávio Conceição, Souza, Juninho Paulista - Caio, Sávio ( 85e Jamelli) | Équipes | Nicola (en) - Sum, López, Olveira (en), Díaz - Vanzini (en), de los Santos, dos Santos, Lemos (en) ( 72e Sosa (es)), Tejera (en) ( 83e Fleurquín) - Álvez ( 55e Magallanes) |         | Arbitrage : Óscar Ruiz                                      | Arbitrage : Óscar Ruiz |

#### Groupe 2
Les rencontres ont été disputées à Mar del Plata en Argentine du 18 au 26 février 1996.
| Rang | Équipe         | Pts | J | G | N | P | Bp | Bc | Diff |  | Résultats (▼ dom., ► ext.) |  |     |     |     |     |
| ---- | -------------- | --- | - | - | - | - | -- | -- | ---- |  | -------------------------- |  | --- | --- | --- | --- |
| 1    | Argentine      | 12  | 4 | 4 | 0 | 0 | 15 | 1  | +14  |  | Argentine                  |  | 3-0 | 2-1 | 4-0 | 6-0 |
| 2    | Venezuela (en) | 7   | 4 | 2 | 1 | 1 | 6  | 5  | +1   |  | Venezuela (en)             |  |     | 0-0 | 1-0 | 5-2 |
| 3    | Chili (en)     | 5   | 4 | 1 | 2 | 1 | 8  | 5  | +3   |  | Chili (en)                 |  |     |     | 3-3 | 4-0 |
| 4    | Colombie       | 2   | 4 | 0 | 2 | 2 | 6  | 11 | -5   |  | Colombie                   |  |     |     |     | 3-3 |
| 5    | Équateur (en)  | 1   | 4 | 0 | 1 | 3 | 5  | 18 | -13  |  | Équateur (en)              |  |     |     |     |     |

#### Détail des rencontres
| 1ère journée    | Argentine | 6 - 0   | Équateur (en) | Estadio José María Minella Mar del Plata, Argentine |                               |
| 18 février 1996 | Delgado 14e 43e 56e · Morales 26e · Ortega 51e · Crespo 60e                                                                                     | (3 - 0) | | Arbitrage : Epifanio González                       | Arbitrage : Epifanio González |
| 18 février 1996 | Rapport 1 Rapport 2 |         | | Arbitrage : Epifanio González                       | Arbitrage : Epifanio González |
| 18 février 1996 | Cavallero - Lombardi (en), Rotchen, Paz, Sorín - Almeyda ( 68e Verón), Bassedas, Morales, Ortega ( 64e Gallardo) - Delgado, López ( 59e Crespo) | Équipes | Borja (es) - Coronel, Anangonó (en), Hurtado, Porozo - Tenorio (es) ( 46e Yánez), de la Cruz, Matamba (en), Mora (en) ( 66e Jácome (en)), Sánchez ( 84e Escobar) - Delgado | Arbitrage : Epifanio González                       | Arbitrage : Epifanio González |

| 18 février 1996 | Venezuela (en)      | 1 - 0 | Colombie | Estadio José María Minella Mar del Plata, Argentine |                        |
| | Valiente (it) 89e   | (0 - 0) |          | Arbitrage : Pablo Peña                              | Arbitrage : Pablo Peña |
| | Rapport 1 Rapport 2 | |          | Arbitrage : Pablo Peña                              | Arbitrage : Pablo Peña |
| Dudamel - Filósa, McIntosh, Rey, Vallenilla - Vera, Valiente (it), Hernández (en) ( 68e Vieira 90e), Urdaneta - Morán, Castellín ( 68e Chirinos) | Équipes             | Chiquillo - González, Dinas, Álvarez, Mosquera - Perea ( 46e Mackenzie (en)), Valencia, Oviedo ( 65e Ángel), Hernández - Castillo, Pérez (en) ( 72e Ricard) |          | Arbitrage : Pablo Peña                              | Arbitrage : Pablo Peña |

| 2ème journée    | Colombie | 3 - 3   | Équateur (en) | Estadio José María Minella Mar del Plata, Argentine |                               |
| 20 février 1996 | Dinas 11e · Anangonó (en) 46e (csc) · Mackenzie (en) 73e | (1 - 2) | Delgado 22e · Hurtado 44e · Escobar 89e | Arbitrage : José Luís da Rosa                       | Arbitrage : José Luís da Rosa |
| 20 février 1996 | Rapport |         | | Arbitrage : José Luís da Rosa                       | Arbitrage : José Luís da Rosa |
| 20 février 1996 | Chiquillo - González, Dinas, Álvarez, Mosquera - Bolaño ( 59e Perea), Valencia, Mackenzie (en), Hernández ( 89e Mafla (en)) - Castillo, Pérez (en) ( 65e Ángel) | Équipes | Borja (es) - Coronel, Anangonó (en), Hurtado, Porozo - de la Cruz, Matamba (en) ( 70e Tenorio (es)), Yánez ( 86e Escobar), Mora (en) ( 79e Sánchez) - Delgado, Gruezo (en) | Arbitrage : José Luís da Rosa                       | Arbitrage : José Luís da Rosa |

| 20 février 1996 | Argentine           | 2 - 1 | Chili (en) | Estadio José María Minella Mar del Plata, Argentine |                             |
| | Delgado 28e 41e     | (2 - 0) | Acuña 75e  | Arbitrage : Antônio Pereira                         | Arbitrage : Antônio Pereira |
| | Rapport 1 Rapport 2 | |            | Arbitrage : Antônio Pereira                         | Arbitrage : Antônio Pereira |
| Cavallero - Lombardi (en), Ameli (en), Paz, Sorín - Almeyda, Bassedas, Morales, Ortega - Delgado, López ( 74e Gallardo) | Équipes             | Varas (en) - Acuña, Rojas, Lizama (es), Pérez - Galdames, Salinas, Pizarro (es) ( 70e Osorio), Rozental - Salas, Núñez ( 82e Ávila (en)) |            | Arbitrage : Antônio Pereira                         | Arbitrage : Antônio Pereira |

| 3ème journée    | Chili (en) | 4 - 0   | Équateur (en) | Estadio José María Minella Mar del Plata, Argentine |                        |
| 22 février 1996 | Salas 7e 64e 77e · Galdames 21e (pen.) | (2 - 0) | | Arbitrage : Pablo Peña                              | Arbitrage : Pablo Peña |
| 22 février 1996 | Rapport |         | | Arbitrage : Pablo Peña                              | Arbitrage : Pablo Peña |
| 22 février 1996 | Varas (en) - Acuña, Rojas, Lizama (es), Pérez - Galdames, Salinas, Pizarro (es) ( 75e Balladares (es)), Rozental ( 68e Ávila (en)) - Salas, Núñez ( 46e Osorio) | Équipes | Borja (es) ( 46e Morán ) - Coronel, Anangonó (en), Hurtado, Porozo - de la Cruz, Matamba (en), Yánez ( 65e Escobar), Sánchez ( 66e Mora (en)) - Delgado 23e, Gruezo (en) | Arbitrage : Pablo Peña                              | Arbitrage : Pablo Peña |

| 22 février 1996 | Argentine                              | 3 - 0 | Venezuela (en) | Estadio José María Minella Mar del Plata, Argentine |                                   |
| | Gallardo 61e · López 69e · Delgado 86e | (0 - 0) |                | Arbitrage : José Arana Villamonte                   | Arbitrage : José Arana Villamonte |
| | Rapport                                | |                | Arbitrage : José Arana Villamonte                   | Arbitrage : José Arana Villamonte |
| Cavallero - Lombardi (en), Ameli (en), Paz, Domínguez (en) ( 54e López) - Almeyda, Verón ( 46e Gallardo), González, Ortega - Delgado, Crespo | Équipes                                | Dudamel - Filósa 40e, McIntosh, Rey, Vallenilla 55e - Vera ( 73e Vieira), Valiente (it), Hernández (en), Urdaneta - Morán, Castellín ( 52e Salazar) |                | Arbitrage : José Arana Villamonte                   | Arbitrage : José Arana Villamonte |

| 4ème journée    | Venezuela (en) | 5 - 2   | Équateur (en) | Estadio José María Minella Mar del Plata, Argentine |                               |
| 24 février 1996 | Castellín 40e 45e 56e · Morán 80e 90e | (2 - 1) | Escobar 26e · Yánez 68e | Arbitrage : Epifanio González                       | Arbitrage : Epifanio González |
| 24 février 1996 | Rapport |         | | Arbitrage : Epifanio González                       | Arbitrage : Epifanio González |
| 24 février 1996 | Dudamel - Salazar, Mea Vitali (en) 75e, Rey, McIntosh - Vera, Castellanos ( 35e Vieira), Hernández (en), Urdaneta - Morán, Castellín ( 76e Quiñones) | Équipes | Morán ( 59e Borja (es) ) - Coronel, Anangonó (en), Porozo ( 46e Sánchez), Matamba (en) - de la Cruz, Díaz (en), Yánez, Lavallén ( 46e Mora (en)) - Escobar, Jácome (en) | Arbitrage : Epifanio González                       | Arbitrage : Epifanio González |

| 24 février 1996 | Colombie                                      | 3 - 3 | Chili (en)                             | Estadio José María Minella Mar del Plata, Argentine |                                   |
| | González 23e · Ángel 47e · Mackenzie (en) 64e | (1 - 1) | Rojas 11e · Salas 50e · Ávila (en) 79e | Arbitrage : José Arana Villamonte                   | Arbitrage : José Arana Villamonte |
| | Rapport                                       | |                                        | Arbitrage : José Arana Villamonte                   | Arbitrage : José Arana Villamonte |
| Chiquillo 70e - González 1e, C. Pérez (es), Álvarez, Mosquera - Bolaño, Valencia, Mackenzie (en) ( 82e Pérez (en)), Hernández ( 46e Oviedo) - Castillo ( 71e Mendoza ), Ángel | Équipes                                       | Varas (en) - Acuña, Rojas, Lizama (es), Pérez ( 73e Ávila (en)) - Galdames, Salinas, Osorio ( 59e Núñez), Rozental - Salas, Peña (en) ( 78e Silva) |                                        | Arbitrage : José Arana Villamonte                   | Arbitrage : José Arana Villamonte |

| 5ème journée    | Chili (en) | 0 - 0   | Venezuela (en) | Estadio José María Minella Mar del Plata, Argentine |                               |
| 26 février 1996 | | (0 - 0) | | Arbitrage : José Luís da Rosa                       | Arbitrage : José Luís da Rosa |
| 26 février 1996 | Rapport |         | | Arbitrage : José Luís da Rosa                       | Arbitrage : José Luís da Rosa |
| 26 février 1996 | Varas (en) - Acuña, Bravo, Lizama (es), Pérez ( 89e Cañete (es)) - Galdames, Silva ( 62e Osorio), Pizarro (es) ( 46e Núñez), Rozental - Salas, Ávila (en) | Équipes | Dudamel - Filósa, McIntosh, Rey, Vallenilla - Vera, Valiente (it), Hernández (en), Urdaneta - Morán, Castellín ( 78e Chirinos) | Arbitrage : José Luís da Rosa                       | Arbitrage : José Luís da Rosa |

| 26 février 1996 | Argentine                       | 4 - 0 | Colombie | Estadio José María Minella Mar del Plata, Argentine |                             |
| | Crespo 2e 16e 52e · González 9e | (3 - 0) |          | Arbitrage : Antônio Pereira                         | Arbitrage : Antônio Pereira |
| | Rapport                         | |          | Arbitrage : Antônio Pereira                         | Arbitrage : Antônio Pereira |
| Cavallero - Pineda ( 43e Almeyda), Rotchen, Galván (en), Domínguez (en) - Bassedas, Verón, González, Gallardo - Crespo, López ( 80e Delgado) | Équipes                         | Mendoza - Oliveros, Pérez, Dinas, Mosquera - Bolaño ( 43e Perea), Valencia, Mackenzie (en) ( 46e Oviedo), Mafla (en) - Alcíbar ( 46e Ricard), Ángel |          | Arbitrage : Antônio Pereira                         | Arbitrage : Antônio Pereira |

### Tournoi final
Les rencontres ont été disputées à Mar del Plata en Argentine du 1er au 6 mars 1996.
| Rang | Équipe         | Pts | J | G | N | P | Bp | Bc | Diff |  | Résultats (▼ dom., ► ext.) |  |     |     |     |
| ---- | -------------- | --- | - | - | - | - | -- | -- | ---- |  | -------------------------- |  | --- | --- | --- |
| 1    | Brésil         | 7   | 3 | 2 | 1 | 0 | 10 | 3  | +7   |  | Brésil                     |  | 2-2 | 3-1 | 5-0 |
| 2    | Argentine      | 7   | 3 | 2 | 1 | 0 | 6  | 2  | +4   |  | Argentine                  |  |     | 2-0 | 2-0 |
| 3    | Uruguay        | 3   | 3 | 1 | 0 | 2 | 4  | 6  | -2   |  | Uruguay                    |  |     |     | 3-1 |
| 4    | Venezuela (en) | 0   | 3 | 0 | 0 | 3 | 1  | 10 | -9   |  | Venezuela (en)             |  |     |     |     |

#### Détail des rencontres
| 6ème journée  | Brésil | 5 - 0   | Venezuela (en) | Estadio José María Minella Mar del Plata, Argentine |                                |
| 1er mars 1996 | Sávio 15e 84e · Caio 47e · Flávio Conceição 67e · Zé Maria 69e                                                                                        | (1 - 0) | | Arbitrage : Ángel Guevara (it)                      | Arbitrage : Ángel Guevara (it) |
| 1er mars 1996 | Rapport |         | | Arbitrage : Ángel Guevara (it)                      | Arbitrage : Ángel Guevara (it) |
| 1er mars 1996 | Dida - Zé Maria, Carlinhos (pt), Narciso, Roberto Carlos - Amaral, Flávio Conceição, Souza ( 78e Beto), Juninho Paulista - Caio ( 80e Jamelli), Sávio | Équipes | Dudamel - Filósa ( 50e Chirinos ( 80e Durán)), McIntosh, Rey, Vallenilla - Vera ( 67e Vieira), Valiente (it), Salazar, Urdaneta - Morán, Castellín | Arbitrage : Ángel Guevara (it)                      | Arbitrage : Ángel Guevara (it) |

| 1er mars 1996 | Argentine               | 2 - 0 | Uruguay | Estadio José María Minella Mar del Plata, Argentine |                        |
| | Delgado 26e · López 40e | (2 - 0) |         | Arbitrage : Pablo Peña                              | Arbitrage : Pablo Peña |
| | Rapport                 | |         | Arbitrage : Pablo Peña                              | Arbitrage : Pablo Peña |
| Cavallero - Lombardi (en), Rotchen, Paz, Sorín - Almeyda, Bassedas, Morales 77e, Ortega ( 81e Gallardo) - Delgado ( 86e Verón), López | Équipes                 | Flores (en) - Olveira (en), López, Rotundo (es), Adinolfi - Abeijón, de los Santos, Vanzini (en) ( 51e Lemos (en)), dos Santos ( 51e Tejera (en)) - Magallanes ( 74e Sosa (es)), Correa |         | Arbitrage : Pablo Peña                              | Arbitrage : Pablo Peña |

| 7ème journée | Brésil | 3 - 1   | Uruguay | Estadio José María Minella Mar del Plata, Argentine |                               |
| 3 mars 1996  | Juninho Paulista 34e 66e · Beto 38e | (2 - 0) | Fleurquín 80e | Arbitrage : Epifanio González                       | Arbitrage : Epifanio González |
| 3 mars 1996  | Rapport |         | | Arbitrage : Epifanio González                       | Arbitrage : Epifanio González |
| 3 mars 1996  | Dida - Zé Maria, Carlinhos (pt), Narciso, Roberto Carlos - Amaral, Flávio Conceição, Beto, Juninho Paulista - Caio, Sávio ( 82e Jamelli) | Équipes | Flores (en) - Sum, López 85e, Olveira (en), Silva ( 60e Álvez) - Abeijón, de los Santos ( 60e Fleurquín), Adinolfi, Tejera (en) ( 70e Díaz) - Lemos (en), Sosa (es) | Arbitrage : Epifanio González                       | Arbitrage : Epifanio González |

| 3 mars 1996 | Argentine              | 2 - 0 | Venezuela (en) | Estadio José María Minella Mar del Plata, Argentine |                            |
| | Crespo 70e · López 89e | (0 - 0) |                | Arbitrage : Eduardo Gamboa                          | Arbitrage : Eduardo Gamboa |
| | Rapport                | |                | Arbitrage : Eduardo Gamboa                          | Arbitrage : Eduardo Gamboa |
| Cavallero - Lombardi (en), Rotchen, Paz, Sorín - Almeyda, Bassedas, Gallardo ( 55e Crespo), Ortega - Delgado ( 57e González), López | Équipes                | Dudamel - Filósa, McIntosh, Rey, Vallenilla - Vera 68e, Valiente (it), Hernández (en) ( 75e Castellanos), Urdaneta - Morán ( 75e Vieira), Castellín |                | Arbitrage : Eduardo Gamboa                          | Arbitrage : Eduardo Gamboa |

| 8ème journée                   | Uruguay | 3 - 1   | Venezuela (en) | Estadio José María Minella Mar del Plata, Argentine |                        |
| 6 mars 1996 19:00 heure locale | dos Santos 4e · Sosa (es) 27e 28e | (3 - 0) | Urdaneta 53e | Arbitrage : Pablo Peña                              | Arbitrage : Pablo Peña |
| 6 mars 1996 19:00 heure locale | Rapport |         | | Arbitrage : Pablo Peña                              | Arbitrage : Pablo Peña |
| 6 mars 1996 19:00 heure locale | Nicola (en) - Sum, Díaz, Olveira (en), Adinolfi - Rotundo (es), Abeijón ( 46e Vanzini (en)), Fleurquín, dos Santos - Lemos (en), Sosa (es) ( 88e Álvez) | Équipes | Dudamel - Filósa, McIntosh, Rey, Vallenilla - Vieira ( 50e Salazar), Valiente (it), Hernández (en), Urdaneta - Morán, Castellín | Arbitrage : Pablo Peña                              | Arbitrage : Pablo Peña |

| 6 mars 1996        | Argentine | 2 - 2   | Brésil | Estadio José María Minella Mar del Plata, Argentine |                        |
| 21:30 heure locale | López 17e · Delgado 58e | (0 - 1) | Beto 69e · Sávio 71e | Arbitrage : Óscar Ruiz                              | Arbitrage : Óscar Ruiz |
| 21:30 heure locale | Rapport |         | | Arbitrage : Óscar Ruiz                              | Arbitrage : Óscar Ruiz |
| 21:30 heure locale | Cavallero - Lombardi (en), Rotchen, Paz, Sorín - Almeyda, Bassedas ( 77e González 84e), Morales ( 88e Verón), Ortega - Delgado ( 75e Crespo), López | Équipes | Dida - Zé Maria, Carlinhos (pt), Narciso, Roberto Carlos - Amaral ( 67e Marcelinho (en)), Flávio Conceição, Beto, Juninho Paulista - Caio, Sávio ( 83e Jamelli) | Arbitrage : Óscar Ruiz                              | Arbitrage : Óscar Ruiz |